# Клав — сын Мартина
«Клав — сын Мартина» (латыш. Klāvs, Mārtiņa dēls), СССР, 1970 год — художественный фильм, киноповесть.

## Сюжет
После службы в армии Клав Виксна возвращается в свой колхоз, который в послевоенные годы организовал его отец Мартин. Парень работает трактористом и, время от времени, конфликтует то с невестой, которая мечтает о городской жизни, то с братом, явным карьеристом, и с теми, кто невзначай попадётся под руку.
Так — ссора за ссорой — и Клав спился. Начал прогуливать и дошёл до того, что его перевели в полеводческую бригаду. Оскорблённый Клав уехал в город и там начал нормальную, трезвую жизнь. А когда приехал домой, чтобы похоронить мать, решительно остался навсегда.

## В ролях
- Юрис Каминскис — Клав Виксна
- Велта Лине — Илзе
- Эльза Радзиня — Анце
- Лидия Фреймане — Валия
- Лилита Озолиня — Ласма
- Мирдза Мартинсоне — Мира
- Лига Лиепиня — Билле
- Карлис Себрис — Жанис, председатель колхоза
- Улдис Ваздикс — Имантс
- Элвира Балдиня — учительница
- Дина Купле — Тилла
- Мартыньш Вердыньш — пастух Бенюкс
- Вайронис Яканс — Хабекс
- Харальд Топсис — Стонка

## Съёмочная группа
- Автор сценария: Янис Лусис
- Режиссёр-постановщик: Ольгерт Дункерс
- Оператор-постановщик: Микс Звирбулис
- Художник-постановщик: Гунарс Балодис
- Композитор: Раймонд Паулс
- Монтажёр: Эрика Мешковска